# Homalomelas gracilipes
Homalomelas gracilipes is een keversoort uit de familie boktorren (Cerambycidae). De wetenschappelijke naam van de soort is voor het eerst geldig gepubliceerd in 1849 door Parry.